# 訴諸恐懼
訴諸恐懼是一種邏輯謬誤，是意圖以引發恐懼的方式使人誤認，選擇某些抵抗恐懼的措施、或接受某些信念是唯一的選擇，但事實並不一定如此。

## 訴諸恐懼的謬誤
以下是一個例子：
1. 你要選擇甲或乙。
2. 甲令你恐懼，所以乙是正確的。

這樣的論斷是不成立的，只是說話者利用接收者恐懼的情緒去支持自己的方案（乙）。通常，說話者也一同犯了假兩難推理的邏輯謬誤，因為他會假定乙是甲的唯一替代方案。

### 可能不是謬誤的狀況
一些看法認為，假如訴諸恐懼的內容是有實質證據支持的，那對訴諸恐懼的應用末必是不合理的；而在沒有證據的情況下，應用訴諸恐懼就是一種謬誤。因此像是抽菸增加死於肺癌的可能、廢除死刑可能導致治安惡化等宣稱，因為有實證研究證據支持之故，因此在這些情況下對訴諸恐懼的使用，未必犯了訴諸恐懼的謬誤。

## 機理
恐懼是一種人類最原始的情感之一，也是人類生存的一種直覺反應，當人類感到恐懼的時候，經常會做出一些可怕或不尋常的事情。正由於這種天性，恐懼是最常被宣傳與廣告使用的技巧之一，而且十分有效，而這也是嚇阻這種刑事司法和軍事上常見的手段的基礎。
訴諸恐懼有幾種特殊的類型，例如恐外症（xenophobia）、對恐怖主義的恐懼、對犯罪的恐懼、對經濟困頓、環境災難、天災、人口爆炸、侵犯個人隱私或歧視等恐懼。宣傳者可以從如此寬廣的恐懼光譜中，挑選相關的恐懼置入訊息當中。當恐懼的背景資訊不是很充分的時候，訴諸恐懼的效果可以隨著消息的不確定性與猜疑而倍增。當這種不確定推至極致時，就成了陰謀論。

## 實際案例
訴諸恐懼最常見的例子，是宣傳者或廣告會警告閱聽人可能面臨的危險或災難，如果閱聽人不立刻跟隨或改變信念，就會身陷於危難當中，希望閱聽人藉此改變行為或信念，以減少恐懼，例如：
1. 你再繼續酗酒，就會跟你爸一樣早死！
2. 你如果高中畢不了業，就只好窮一輩子！
3. 把票投給他們就等於把票投給恐怖分子！

宣傳者在上面的例子中都以恐懼來強化自己的訊息，但所訴諸的恐懼是否真的與訊息相關，卻值得存疑。而如上所言，一些看法認為，訴諸恐懼是否合理，和訴求內容背後的證據有關。

### 常見的訴諸恐懼的情境
美國「宣傳批判」網站認為，雖然法西斯能更有效地利用訴諸恐懼蠱惑人心，不過通常訴諸恐懼都沒有用在那麼戲劇性的地方，反而較常見於類似下列的情況中：
1. 電視廣告播出一段可怕的車禍（恐懼），提醒觀眾乘車時別忘了繫上安全帶（減少恐懼）；
2. 保險公司的廣告小冊子上放了房屋被洪水侵襲過的照片（恐懼），而下面則是住宅保險的詳細資料（減少恐懼）；
3. 支持槍枝組織敘述在無法無天的美國只允許犯罪者持有槍枝（恐懼），而結論則是呼籲讀者支持解除持有槍枝的禁令（減少恐懼）。
4. 反疫苗團體不斷宣傳說對兒童疫苗導致自閉症或其他問題（恐懼），並要求大家不要給自己的子女施打疫苗（減少恐懼）。
5. 宗教人士透過派發善書、廣播、電視節目等各種媒體，宣揚因果報應及描述地獄慘況（恐懼），藉此勸導大家孝敬父母、努力行善及減少為非作歹的行為、減少性行為、斷絕一切婚外性行為，並宣說行善的福報（減少恐懼）。

在美國最近的例子就是於第二次伊拉克戰爭前，美國政府強力宣稱伊拉克擁有大規模毀滅性武器，藉此合理化出兵伊拉克的行動。而許多廣告、政治宣傳、網路謠言及都會傳奇也大量了使用訴諸恐懼的技巧。

## 註解
1. ↑  有證據顯示死刑可能有助治安，有些基於謀殺犯罪率數據的量化研究指出，死刑確實對謀殺有更強的嚇阻效果，像例如一個綜合1996年至2010年關於美國死刑嚇阻效果的24篇研究的列表顯示，在這24篇研究中，有17篇明確指出死刑有嚇阻效果，有5篇明確指出死刑沒有嚇阻效果；而兩篇則認為嚇阻效果不明確；而那兩篇認為死刑嚇阻效果不明確的論文中，有其中一篇指出死刑嚇阻效果存在，但證據薄弱；另外在這24篇研究中，其中一篇（Yang & Lester, 2008）為對死刑嚇阻效果的後設分析，而該篇後設分析明確支持死刑有嚇阻效果的說法，但該篇文章也說，死刑嚇阻效果的呈現結果，和研究所用的方法相關[2][3]。

## 外部連結
- （英文）Fear — Propaganda Critic（页面存档备份，存于）
- （英文）Fear（页面存档备份，存于）